# Guerryus argyritis
Guerryus argyritis là một loài bọ cánh cứng trong họ Cerambycidae.